# Obični jelenak
Obični jelenak (Lucanus cervus) je najpoznatija vrsta iz porodice jelenci Lucanidae. Mužjaci imaju povećane donje čeljusti poput jelenjeg rogovlja i veći su od ženki. Iako muške donje čeljusti izgledaju zastrašujuće, preslabe su da bi bile opasne. No ženke mogu prouzročiti bolan ugriz. Njihov spor let, obično u sumrak proizvodi karakterističan zvuk. Mužjaci češće lete nego ženke.

## Razvoj
Odrasle jedinke pojavljuju se od kraja mjeseca svibnja sve do početka kolovoza i najaktivnije su u predvečerje. Ženke odlažu jaja u komadiće raspadajućeg drveta. Ličinke jelenaka su slijepe i izgledaju kao slovo „C“, a hrane se raspadajućim drvetom na različitim mjestima, kao što su panjevi, staro drveće i grmovi, stare drvene ograde te mjesta za kompost. Ličinke imaju svijetlo smeđe mekano prozirno tijelo sa šest narančastih nogu koje koriste za komunikaciju s drugim ličinkama. Ličinkama je potrebno 4 do 6 godina da se razviju do odraslih oblika. Odrasli oblici žive nekoliko mjeseci hraneći se nektarom i biljnim sokovima. 

## Obitavalište
Živi u rupama u drveću, usahlim panjevima i ležećem trulom drvu, u šumama. Šumari često, uklanjajući staro i trulo drveće, koje se mora ukloniti u redovnom gospodarenju šumama (da ne dođe do prevelikog razmnožavanja štetnih kukaca), uklanjaju i habitat i hranu ovim kukcima. S vremenom, mlade šume postanu srednjodobne i stare pa se pojavljuje novo stanište za jelenka.

## Prirodni neprijatelji
Plijen su: svrakama, kokošima, jazavcima, lisicama, mačkama, ježevima i djetlićima.

## Ugroženost
Iako je nekoć bila vrlo brojna, ova je vrsta danas u opadanju i smatra se ugroženom na globalnom nivou.

## Vanjske poveznice
|  | Zajednički poslužitelj ima stranicu o temi Lucanus cervus |
|  | Wikivrste imaju podatke o taksonu Lucanus cervus          |

- (hrv.) HP: Marka br: 537 HRVATSKA FAUNA - Jelenak – Lucanus cervus  Arhivirana inačica izvorne stranice od 14. rujna 2008. (Wayback Machine)